# Verenigd Koninkrijk (Epcot)

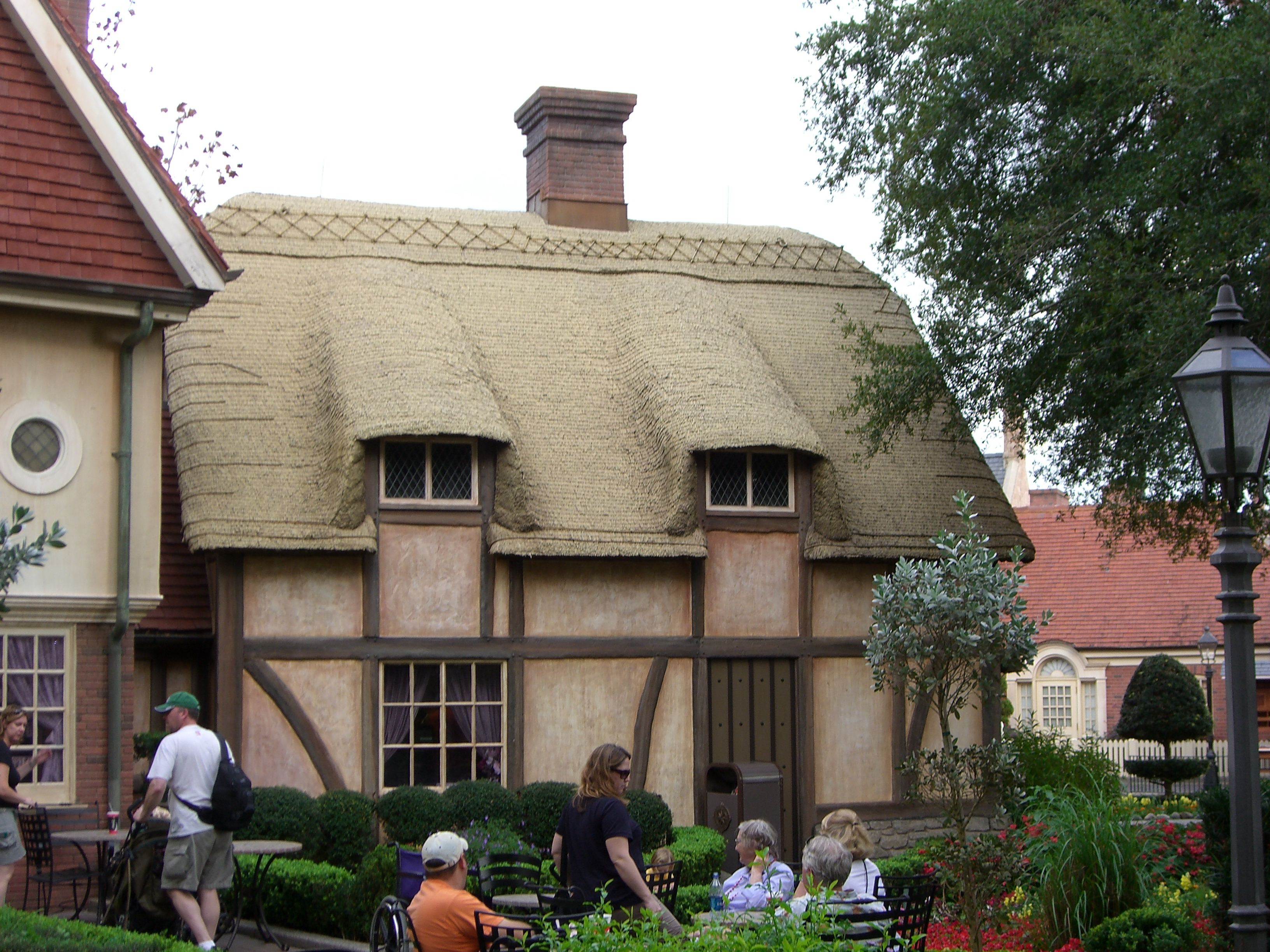
Souvenirwinkel The Tea Caddy

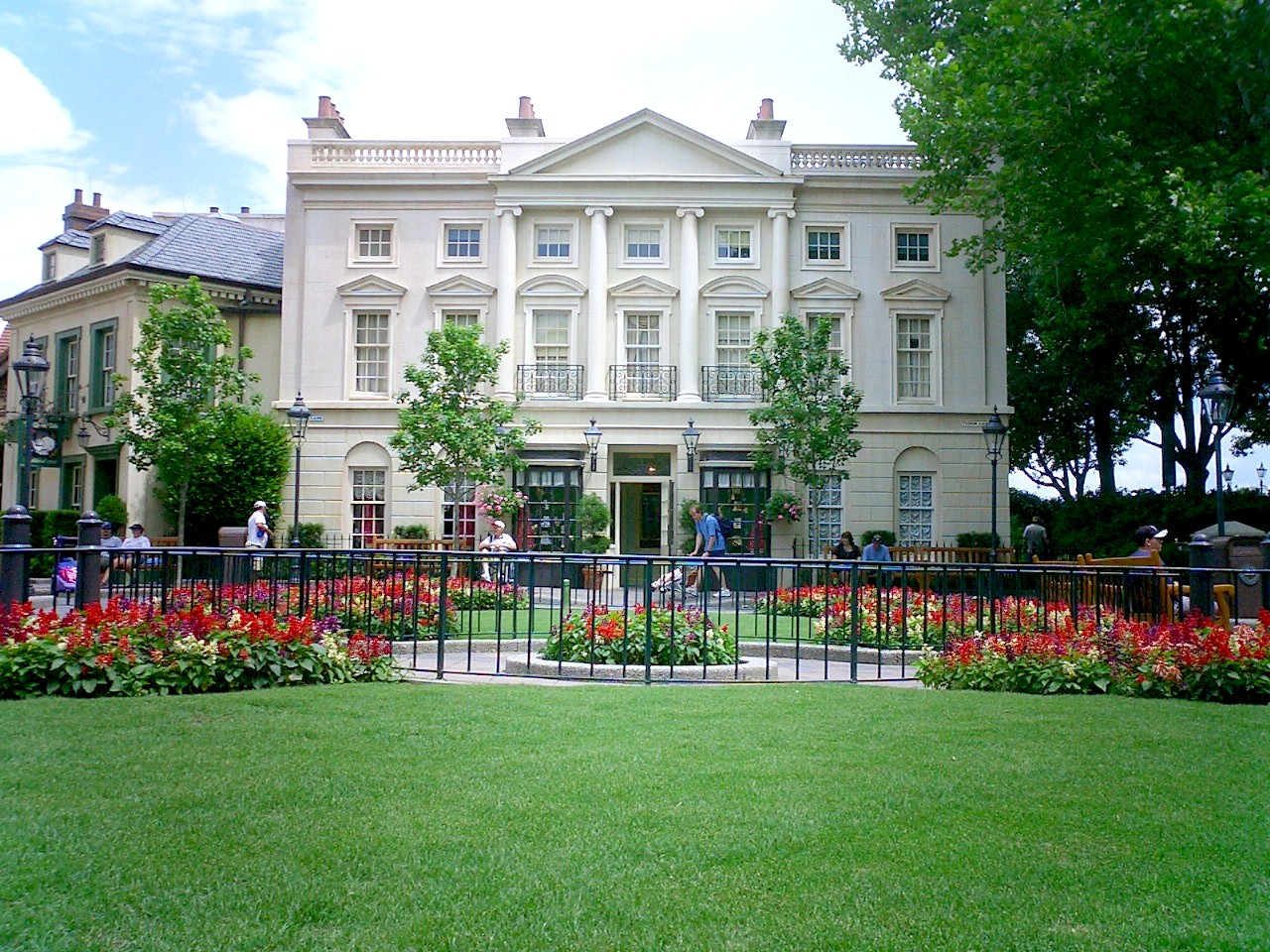
Souvenirwinkel Lords and Ladies

Het paviljoen van het Verenigd Koninkrijk is een themagebied in het Amerikaanse attractiepark Epcot. Het thema van dit gebied is georiënteerd rondom het Verenigd Koninkrijk en maakt deel uit van het grotere themagebied World Showcase. Het gebied werd geopend op 1 oktober 1982, tezamen met het park zelf.

## Beschrijving
Het paviljoen van het Verenigd Koninkrijk bevindt zich aan weerszijden van de promenade rondom het World Showcase Lagoon. Vanuit het paviljoen van Canada bevindt zich aan de linkerzijde van de promenade het gebouwencomplex waarin tafelbedieningsrestaurant Rose & Crown Pub & Dining Room bevindt, net als fish-and-chips-horecapunt Yorkshire County Fish Shop. Het terras van dit gebouwencomplex, dat alleen toegankelijk is na reservering bij Rose & Crown Pub & Dining Room, is het enige terras van World Showcase dat aan het World Showcase Lagoon ligt.
Aan de rechterzijde van de promenade vanuit het paviljoen van Canada, ligt een gebouwencomplex dat een kleinere replica van het Hampton Court Palace voorstelt. In dit gebouw zijn toiletten en souvenirwinkel Sportsman's Shoppe te vinden. Na dit gebouw loopt er vanaf de promenade naar rechts een zijstraat. Aan deze zijstraat zijn gebouwen in een mengeling van Engelse bouwstijlen te vinden, die ruimte bieden aan souvenirwinkels The Crown & Crest, The Toy Soldier, The Tea Caddy, The Queen's Table en Lords and Ladies. De zijstraat mondt uit in een parkje met een kiosk, waarin de voorstelling British Revolution wordt opgevoerd.
In het paviljoen lopen regelmatig figuren uit de films Alice in Wonderland, Het Grote Verhaal van Winnie de Poeh en Mary Poppins rond.

## Faciliteiten
| - British Revolution - Rose & Crown Pub & Dining Room - Yorkshire County Fish Shop | - Sportsman's Shoppe - Lords and Ladies - The Crown & Crest - The Queen's Table - The Tea Caddy - The Toy Soldier |

## Trivia
- De werknemers in het paviljoen die in contact komen met de gasten komen oorspronkelijk uit het Verenigd Koninkrijk zelf. Disney regelt via haar internationale programma's dat werknemers bij haar paviljoens ook de nationaliteit hebben van dat paviljoen.[1]